# 아픈 건 싫으니까 방어력에 올인하려고 합니다
《아픈 건 싫으니까 방어력에 올인하려고 합니다》(일본어: 痛いのは嫌なので防御力に極振りしたいと思います。 이타이노와 이야나노데 보우교료쿠니 교쿠부리 시타이토 오모이마스[*])는 유우미칸이 저술하고 있는 일본의 라이트 노벨이다. 삽화 당담은 코인. 2017년 9월 8일, 카도카와 퓨처 퍼블리싱의 레이블인 카도카와BOOKS에서 발행되기 시작했으며, 대한민국에서는 2019년 1월 25일, 영상출판미디어에서 단행본으로 발행되기 시작하였다.(래이블은 노블엔진) 2020년 1월에는 애니메이션으로 방영되었으며, 2022년 1월에는 애니메이션 2기가 방영되었다.

## 줄거리
소녀 혼죠 카에데는 친구인 시로미네 리사의 권유로 VR MMO 게임인 <New World Online>을 시작하게 된다. 하지만, 게임에 대한 지식과 경험 부족, 또 아픈 것을 유난히 싫어하는 특성 때문에 캐릭터 초기 설정에서 방어력에 올인해버리는 실수를 하게 된다. 그러나, 경험이 없었기에 다른 플레이어들이 얻을 수 없는 공격,방어에 대한 레어 스킬들과 내성들, 장비들을 얻게 되면서 '방어 특화' 캐릭터로서 선전하게 된다.

## 등장인물
- 메이플(メイプル) / 혼죠 카에데(本条楓)

성우: 혼도 카에데(本渡 楓)
친구인 시로미네 리사의 권유로 <New World Online>을 시작한 소녀. 게임 캐릭터 이름은 '메이플'.(카에데(楓;かえで)는 일본말로 '단풍나무'인데, 이를 영어로 고치면 메이플(maple)이 된다.) 게임에 대한 지식이 없고, 또 아픈 것을 유난히 싫어하는 바람에 자신의 모든 스테이더스,장비,스킬을 방어력에 올인해버리고 만다. 그러나, 창의적인 플레이 덕분에 다른 플레이어들이 얻을 수 없었던 레어 스킬,장비와 내성들을 얻게 됨으로써(이런 것들을 얻기 위해서는 조건이 필요한데, 메이플이 얻은 스킬들의 달성 조건들은 일반 플레이어들이 귀찮아하고,생각하지 못하는 엉뚱한 플레이를 해야만 얻을 수 있다.) '방어특화' 캐릭터로서 1차 이벤트에서 3위를 하는 등의 활약을 보인다. 지금은, 길드 단풍나무의 마스터이다. 신장은 약 145cm.
혼죠 카에데는 이를 맡은 성우의 이름과 비슷하다.
- 설리(サリー) / 시로미네 리사(白峯理沙)

성우: 노구치 루리코(野口瑠璃子)
혼죠 카에데의 친구로 카에데에게 <New World Online>을 권했다. 게임 캐릭터 이름은 '설리'.(리사를 거꾸로 한 것이다.)  게임에 대한 풍부한 경험을 가지고 있어 스테이더스 분배, 장비 선택등에 있어서 카에데와 다르게 신중한 편이다.
- 카즈미(カスミ)

성우: 하야미 사오리(早見沙織)
- 카나데(カナデ)

성우: 아라이 사토미(新井里美)
- 마이(マイ)

성우: 카쿠마 아이(加隈亜衣)
- 유이(ユイ)

성우: 스와 나나카(諏訪ななか)
- 크롬(クロム)

성우: 스기야마 노리아키(杉山紀彰)
대방패를 쓰는 플레이어로 이즈와 친구이다.
- 이즈(イズ)

성우: 사토 사토미(佐藤聡美)
게임내에서 생산직에 있는 대장장이 플레이어다.
- 페인(ペイン)

성우: 오노 켄쇼(小野賢章)
<New World Online> 제 1차 이벤트에서 1위를 한 실력자 플레이어다.
- 드레드(ドレッド)

성우: 야마자키 타쿠미(山崎たくみ)
<New World Online> 제 1차 이벤트에서 2위를 했다.
- 도라조(ドラぞう)

성우: 탄게 사쿠라(丹下 桜)
<New World Online>의 마스코트로 주황색의 작은 용이다.

## 발행목록

### 소설
출판:  카도카와 BOOKS(KADOKAWA),  영상출판미디어 단행본(영상출판미디어)
| 권수 | 제목                                                                                              | 일본             | 일본                   | 대한민국        | 대한민국               |
| 권수 | 제목                                                                                              | 초판 발행일      | ISBN                   | 초판 발행일     | ISBN                   |
| ---- | ------------------------------------------------------------------------------------------------- | ---------------- | ---------------------- | --------------- | ---------------------- |
| 1    | 痛いのは嫌なので防御力に極振りしたいと思います。 아픈 건 싫으니까 방어력에 올인하려고 합니다. 1   | 2017년 9월 8일   | ISBN 978-4-04-072441-6 | 2019년 1월 25일 | ISBN 979-11-319-9452-8 |
| 2    | 痛いのは嫌なので防御力に極振りしたいと思います。２ 아픈 건 싫으니까 방어력에 올인하려고 합니다. 2 | 2017년 12월 10일 | ISBN 978-4-04-072443-0 | 2019년 4월 22일 | ISBN 979-11-319-9881-6 |
| 3    | 痛いのは嫌なので防御力に極振りしたいと思います。3 아픈 건 싫으니까 방어력에 올인하려고 합니다. 3  | 2018년 4월 10일  | ISBN 978-4-04-072688-5 | 2019년 7월 19일 | ISBN 979-11-6466-230-2 |
| 4    | 痛いのは嫌なので防御力に極振りしたいと思います。4 아픈 건 싫으니까 방어력에 올인하려고 합니다. 4  | 2018년 8월 10일  | ISBN 978-4-04-072697-7 | 2019년 9월 24일 | ISBN 979-11-6466-538-9 |
| 5    | 痛いのは嫌なので防御力に極振りしたいと思います。5 아픈 건 싫으니까 방어력에 올인하려고 합니다. 5  | 2018년 12월 10일 | ISBN 978-4-04-072698-4 | 2020년 1월 31일 | ISBN 979-11-6524-098-1 |
| 6    | 痛いのは嫌なので防御力に極振りしたいと思います。6 아픈 건 싫으니까 방어력에 올인하려고 합니다. 6  | 2019년 4월 10일  | ISBN 978-4-04-073115-5 | 2020년 3월 19일 | ISBN 979-11-6524-328-9 |
| 7    | 痛いのは嫌なので防御力に極振りしたいと思います。7 아픈 건 싫으니까 방어력에 올인하려고 합니다. 7  | 2019년 8월 9일   | ISBN 978-4-04-073116-2 | 미정            |                        |
| 8    | 痛いのは嫌なので防御力に極振りしたいと思います。8 아픈 건 싫으니까 방어력에 올인하려고 합니다. 8  | 2019년 12월 10일 | ISBN 978-4-04-073117-9 | 미정            |                        |
| 9    | 痛いのは嫌なので防御力に極振りしたいと思います。9 아픈 건 싫으니까 방어력에 올인하려고 합니다. 9  | 2020년 3월 10일  | ISBN 978-4-04-073118-6 | 미정            |                        |

### 만화
출판:  카도카와 코믹스 A(KADOKAWA),  노엔코믹스(영상출판미디어)
| 권수 | 제목 | 일본             | 일본                   | 대한민국        | 대한민국               |
| 권수 | 제목 | 초판 발행일      | ISBN                   | 초판 발행일     | ISBN                   |
| ---- | --- | ---------------- | ---------------------- | --------------- | ---------------------- |
| 1    | 痛いのは嫌なので防御力に極振りしたいと思います。（１） 아픈 건 싫으니까 방어력에 올인하려고 합니다. 1 (코믹) | 2018년 11월 24일 | ISBN 978-4-04-107718-4 | 2020년 3월 19일 | ISBN 979-11-6524-325-8 |
| 2    | 痛いのは嫌なので防御力に極振りしたいと思います。（２）                                                       | 2019년 8월 26일  | ISBN 978-4-04-108577-6 | 미정            |                        |
| 3    | 痛いのは嫌なので防御力に極振りしたいと思います。（３）                                                       | 2020년 2월 22일  | ISBN 978-4-04-108578-3 | 미정            |                        |

### 코믹 앤솔러지
출판:   전격 코믹스 NEXT(전격 문고)
| 권수 | 제목                                                                 | 초판 발매일                | ISBN                   |
| ---- | -------------------------------------------------------------------- | -------------------------- | ---------------------- |
| 1    | 痛いのは嫌なので防御力に極振りしたいと思います。コミックアンソロジー | 2020년 1월 2020년 1월 27일 | ISBN 978-4-04-913000-3 |

## TV 애니메이션

### 제작진
- 원작: 유우미칸(夕蜜柑)
- 감독: 미나토 미라이(湊未来), 오오누마 신(大沼心)
- 각본: 시모 후미히코(志茂文彦)
- 캐릭터 디자인/총작화 감독: 히라타 카즈야(平田和也)
- 미술 감독: 신죠 유키(新城湧基)
- 미술 설정: 우에노 히로미(上野比呂美)
- 미술 감수: 마에다 미노루
- 색체설계: 히라마 나츠미(平間夏美)
- 촬영 감독: 사토 아츠시(佐藤敦)
- 3D 감독: 기타무라 키요타카(北村浩久)
- 편집: 콘도 유지(近藤勇二)
- 음향 감독: 코이즈미 키스케(小泉紀介)
- 음악: 마스다 타로(増田太郎)
- 음악 제작: MAGES.
- 애니메이션 프로듀서: 카네코 하야토
- 치프 프로듀서: 하라다 다이스케
- 애니메이션 제작: Silver Link
- 제작: 올인 제작위원회(防振り製作委員会)

### 대한민국 제작진
- 책임 프로듀서: 강주연
- 프로듀서: 전은정
- 번역: 노주희
- 편집: 손윤지
- 감수/연출: 김아름
- 우리말 제작: 제이포스트
- 기획: 애니맥스

### 주제
오프닝 테마: 「究極アンバランス!」(궁극의 언밸런스!)
노래- 순정의 아필리아(純情のアフィリア)
엔딩 테마: 「Play the world」
노래- 사사키 리코(佐々木李子영어: Sasaki Rico)

### 방영 목록[9]
| 화수 | 부제(원제/번역)                                     | 각본          | 그림 콘티       | 연출                       | 작화 감독 | 방영일         | 방영일          | 원작 수록 |
| 화수 | 부제(원제/번역)                                     | 각본          | 그림 콘티       | 연출                       | 작화 감독 | 일본           | 대한민국        | 원작 수록 |
| ---- | --------------------------------------------------- | ------------- | --------------- | -------------------------- | --- | -------------- | --------------- | --------- |
| 1화  | 防御特化と初戦闘。 방어 특화와 첫 전투              | 시모 후미히코 | 미나토 미라이   | 이베 유우지                | 미사키 켄타 아오키 신페이 후루야 리에 마에지마 히로시 코토부키 유메루                                                                       | 2020년 1월 8일 | 2020년 1월 11일 | 1권       |
| 2화  | 防御特化とお友達。 방어특화와 친구                  | 시모 후미히코 | 호소다 나오토   | 마루야마 유우타            | 후루야 리에 후나코시 마유미 코토부키 유메루                                                                                                 | 1월 15일       | 1월 18일        | 1권       |
| 3화  | 防御特化と二層攻略。 방어 특화와 2층 공략           | 시모 후미히코 | 타무라 마사후미 | 타무라 마사후미            | 이노우에 미카 이마다 아카네 카미니 시마야 하라구치 와타루 히사마츠 사키 후나코시 마유미                                                     | 1월 22일       | 1월 25일        |           |
| 4화  | 防御特化と第二回イベント。 방어특화와 제 2차 이벤트 | 나가이 신고   | 요네다 히로시   | 후쿠타 준                  | 마에지마 히로시 미사키 켄타 킨 마사오 하라구치 와타루 모리 에츠시 아오키 신페이 후쿠치 카즈히로                                             | 1월 29일       | 2월 1일         |           |
| 5화  | 防御特化と戦利品。 방어특화와 전리품                | 나가이 신고   | 호리우치 유우야 | 호리우치 유우야            | 후루야 리에 아오키 신페이 마츠이 쿄스케 코토부키 유메루 미사키 켄타 후나코시 마유미 히사마츠 사키                                           | 2월 5일        | 2월 8일         |           |
| 6화  | 防御特化と新戦力。 방어특화와 새로운 전력           | 시모 후미히코 | 와타나베 신이치 | 이베 유우지                | 하라구치 와타루 코토부키 유메루 마에지마 히로시 미사키 켄타 이미다 아카네 후나코시 마유미 마츠이 쿄스케 키토시타 유미코                     | 2월 12일       | 2월 15일        |           |
| 7화  | 防御特化と強化。 방어 특화와 강화                   | 시모 후미히코 | 이와하타 고이치 | 오오누마 신, 미나토 마리이 | 후루야 리에 미사키 켄타 아오키 신페이 히사마츠 사키 아키타 히데토                                                                           | 2월 19일       | 2월 22일        |           |
| 8화  | 防御特化と第三回イベント。 방어 특화와 제3차 이벤트 | 나가이 신고   | 와타나베 신이치 | 이베 유우지                | 후루야 리에 코토부키 유메루 오츠키 나오 후나코시 마유미 아오키 신페이 미사키 켄타 마에지마 히로시                                           | 2월 26일       | 2월 29일        |           |
| 9화  | 防御特化と第四回イベント。 방어 특화와 제4차 이벤트 | 나가이 신고   | 타무라 마사후미 | 타무라 마사후미            | 마에지마 히로시 미사키 켄타 카미니 시마야 후나코시 마유미 코토부키 유메루 아오키 신페이 요시카와 카오리 후루야리에                          | 3월 4일        | 3월 7일         |           |
| 10화 | 防御特化と出撃。 방어특화와 출격                    | 시모 후미히코 | 와타나베 신이치 | 후쿠타 준                  | 하라구치 와타루 코토부키 유메루 미사키 켄타 킨 마사오 타카노 나오 후나코시 마유미 마츠이 쿄스케 히사마츠 사키 후루야 리에                   | 3월 11일       | 3월 14일        |           |
| 11화 | 防御特化と強敵。 방어 특화와 강적                   | 나가이 신고   | 이와하타 고이치 | 호리우치 유우야            | 하라구치 와타루 코토부키 유메루 사토 카오리 마츠이 쿄스케 사와이리 유우키 마에다 아야 이노우에 미카 후나토시 마유미 오츠키 나오 미사키 켄타 | 3월 18일       | 3월 21일        |           |
| 12화 | 防御特化とつながり。 방어 특화와 이어짐             | 시모 후미히코 | 호소다 마사히로 | 호소다 마사히로            | 히라타 카즈야 야마요시 카즈유키 | 3월 25일       | 3월 28일        |           |

### 방송국
| 방송국가 | 방송국      | 방영기간          | 방영일시       | 방영일시                                   |
| 방송국가 | 방송국      | 방영기간          | 본방영         | 재방영                                     |
| -------- | ----------- | ----------------- | -------------- | ------------------------------------------ |
| 일본     | AT-X        | 2020년 1월 8일 -  | 수요일 22:00 - | (금) 14:00 - , (일) 23:00 - , (화) 18:00 - |
| 일본     | 아사히 방송 | 2020년 1월 9일 -  | 목요일 02:11 - | —                                          |
| 일본     | 도쿄 MX     | 2020년 1월 9일 -  | 목요일 01:35 - | —                                          |
| 일본     | TV 아이치   | 2020년 1월 9일 -  | 목요일 02:05 - | —                                          |
| 일본     | BS11        | 2020년 1월 10일 - | 금요일 01:00 - | —                                          |
| 대한민국 | 애니맥스    | 2020년 1월 11일 - | 토요일 00:30 - | (화) 00:59 - , (토) 00:00-                 |

### Blu-ray&DVD
| 권 | 발매일               | 수록화 | 규격품번  | 규격품번   |
| 권 | 발매일               | 수록화 | Blu-ray   | DVD        |
| -- | -------------------- | ------ | --------- | ---------- |
| 1  | 2020년 3월25일       | 1~4화  | KAXA-7911 | KABA-10851 |
| 2  | 2020년 4월24일(예정) | 5~8화  | KAXA-7912 | KABA-10852 |
| 3  | 2020년 5월27일(예정) | 9~12화 | KAXA-7913 | KABA-10853 |

## 음반
| 제목                                                                       | 가수            | 정보                                                                         |
| -------------------------------------------------------------------------- | --------------- | ---------------------------------------------------------------------------- |
| 《Play the world》                                                         | 사사키 리코     | - 발매일: 2020년 2월 26일 - 음반사: MAGES. - 포맷: CD, DVD , 디지털 다운로드 |
| 《Like? or Love?/究極アンバランス!》                                       | 순정의 아필리아 | - 발매일: 2020년 3월 11일 - 음반사: MAGES. - 포맷: CD, DVD, 디지털 다운로드  |
| 《TVアニメ『痛いのは嫌なので防御力に極振りしたいと思います。』SOUNDTRACK》 | 마스다 타로 외  | - 발매일: 2020년 3월 25일 - 음반사: MAGES. - 포맷: Disc                      |

※ 굵은 글씨는 앨범 타이틀 곡.

#### Play the world[16]
| 트랙 | 제목                       | 상세 정보                                                             |
| ---- | -------------------------- | --------------------------------------------------------------------- |
| 1.   | Play the world             | TV 애니메이션 「아픈 건 싫으니까 방어력에 올인하려고 합니다」 ED 테마 |
| 2.   | Good Night                 | TV 애니메이션 「아픈 건 싫으니까 방어력에 올인하려고 합니다」 삽입곡  |
| 3.   | GALAXYZ                    | 모바일 게임 「GALAXYZ」 삽입곡                                        |
| 4.   | Play the world -off vocal- |                                                                       |
| 5.   | Good Night -off vocal-     |                                                                       |
| 6.   | GALAXYZ -off vocal-        |                                                                       |

## 같이 보기
- 카도카와 퓨처 퍼블리싱
- 노블엔진
- SIVER LINK.
- AT-X
- 애니맥스